# 1983 (szám)
Az 1983 (római számmal: MCMLXXXIII) az 1982 és 1984 között található természetes szám.

## A matematikában
A tízes számrendszerbeli 1983-as a kettes számrendszerben 11110111111, a nyolcas számrendszerben 3677, a tizenhatos számrendszerben 7BF alakban írható fel.
Az 1983 páratlan szám, összetett szám, félprím. Kanonikus alakja 31 · 6611, normálalakban az 1,983 · 103 szorzattal írható fel. Négy osztója van a természetes számok halmazán, ezek növekvő sorrendben: 1, 3, 661 és 1983.
Perrin-szám.
Az 1983 harminc szám valódiosztóösszeg-függvényeként áll elő, ezek közül a legkisebb a 4929.